# مجلس التعليم المحلي بتورونتو

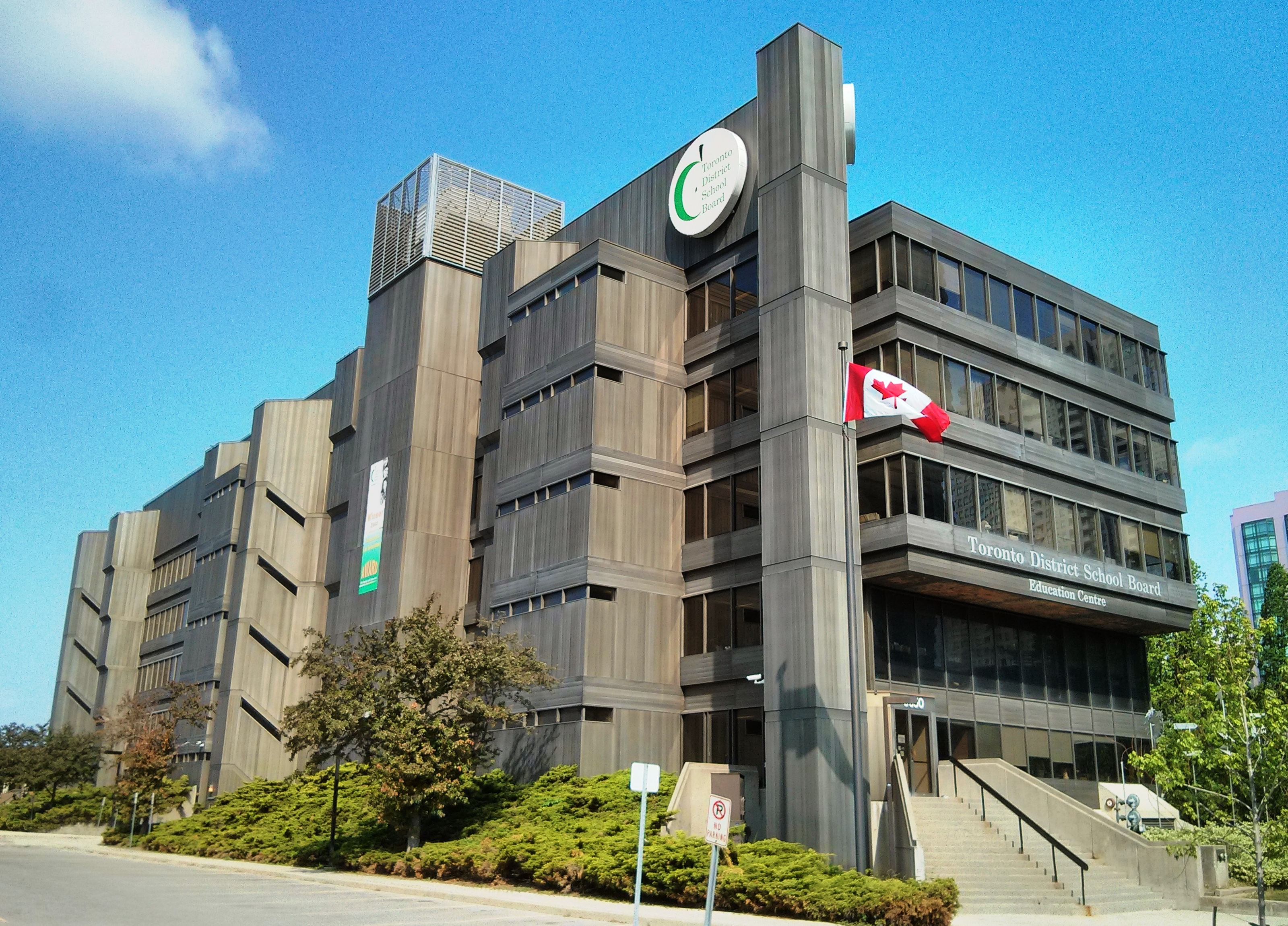
TDSB head office

مجلس التعلیم المحلی بتورونتو(Toronto District School Board) هو مجلس التعليم الخاص بتورونتو.

## وصلات خارجية
- مجلس التعليم المحلي بتورونتو  (بالعربية)
- مجلس التعلیم المحلی بتورونتو (بالإنجليزية)